# Río Seiçal
Río Seiçal (en portugués: Ribeira de Seiçal o Rio Seiçal, también escrito alternativamente Seical o Seisal) es un río importante en el norte del país asiático de Timor Oriental. El río es el lugar donde se encuentran dos sistemas de riego en el distrito de Baucau, Seiçal Arriba y el Seiçal Abajo. Es uno de los pocos ríos con agua todo el año, ya que muchos otros se secan durante algunas temporadas del año.  Sus fuentes se encuentran al norte de la población de Timor Oriental y subdistritos de Ossu, al norte de la cumbre de Laritame y del Monte Mundo Perdido, desemboca en el subdistrito de Baucau hacia el noreste.  
En sus orillas se produce gracias a los sistemas de riego, especialmente cultivos como el arroz, por lo que el río es de particular importancia para la población.  En febrero de 2001, casi 3.000 personas cerca del río se vieron afectadas por las inundaciones.